# 상리초등학교 (경북)
상리초등학교는 대한민국 경상북도 예천군 효자면 도촌리에 있는 초등학교다.

## 학교 연혁
- 1935년 7월 20일 상리공립보통학교로 개교
- 1938년 4월 1일 상리공립심상소학교로 개칭
- 1941년 4월 1일 상리공립국민학교로 개칭
- 1952년 3월 1일 :명봉분교장 개교
- 1961년 4월 3일 재적 371명에 6학급 편성
- 1971년 3월 1일 명봉국민학교 인가
- 1985년 3월 1일 병설유치원 개원(1학급)
- 1985년 3월 1일 명봉분교장 편입
- 1994년 2월 28일 명봉분교장 통폐합
- 1996년 3월 1일 상리초등학교로 개칭
- 1996년 3월 1일 고항분교장 통폐합
- 2014년 2월 14일 제74회 졸업(총 2,319명)
- 2014년 3월 1일 제26대 서정원 교장 부임
- 2016년 2월 17일 제76회 졸업(총 2,323명)
- 2016년 9월 1일 제27대 윤명희 교장선생님 부임